# Флаг Елабужского района
Флаг муниципального образования Ела́бужский муниципальный район Республики Татарстан Российской Федерации — опознавательно-правовой знак, служащий официальным символом муниципального образования.
Флаг утверждён 29 марта 2007 года и 29 мая 2007 года внесён в Государственный геральдический регистр Российской Федерации с присвоением регистрационного номера 3188, а также в Государственный геральдический реестр Республики Татарстан с присвоением регистрационного номера 68.
Разработка флага произведена Геральдическим советом при Президенте Республики Татарстан совместно с Союзом геральдистов России в составе: Рамиль Хайрутдинов, Радик Салихов, Ильнур Миннуллин, Константин Мочёнов, Кирилл Переходенко, Оксана Афанасьева; при участии: Наиль Валеев, Рабиса Саляхова, Гульзада Руденко, Ленар Мифтахов.

## Описание
«Флаг представляет собой прямоугольное белое полотнище с соотношением сторон 2:3, несущее вдоль нижнего края 6 полос: зелёную в 1/6 полотнища, три чёрных в 1/45 полотнища каждая, перемежаемых двумя белыми в 1/18 полотнища каждая, и поверх зелёной полосы и основной, белой, части полотнища — чёрно-серо-зелёное изображение пня с сидящим на нём красным дятлом с жёлтым клювом».

## Обоснование символики
Флаг создан с учётом герба района, за основу которого взят исторический герб города Елабуга Вятского наместничества, Высочайше утверждённый 28 мая (8 июня) 1781 года, описание которого гласит: «В верхней части щита герб Вятский: в золотом поле, из облака выходящая рука, держащая натянутый лук со стрелою, а над ней в верхней части щита крест красный. В нижней — в серебряном поле, сидящий на пне дятел, долбящий оный, ибо там множество сего рода птиц».
Использование исторического герба для района подчёркивает взаимосвязь города и района и подчёркивает древность Елабужской земли, её богатство традиций.
Главная фигура флага — дятел — традиционный символ, трудолюбия, неутомимости, упорства.
Жёлтый цвет (золото) символизирует прочность, великодушие, богатство, урожай.
Белый цвет (серебро) в геральдике символизирует чистоту, благородство, мир, взаимосотрудничество.
Красный цвет — символ труда, мужества, красоты и жизни.
Зелёный цвет символизирует весну, радость, надежду, природу, и здоровье.
Чёрный цвет в геральдике символизирует благоразумие, мудрость, скромность, честность.